# Dolphin (gestor de fitxers)
El Dolphin és un gestor de fitxers de codi lliure desenvolupat per a l'entorn d'escriptori KDE. És el gestor de fitxer per defecte del KDE a partir de la versió 4, substituint al gestor de fitxers anterior Konqueror (que encara es conserva com a navegador web i secundàriament per a la gestió de fitxers).

## Funcionalitats
- Adreça del fitxer actual on cada part és clicable per navegar-hi.
- 3 modes de visió (icones, detalls i columnes) que es recorden per a cada carpeta. En la visió icones es pot afegir informació addicional com el pes del fitxer i en el cas de les carpetes, la quantitat de fitxers continguts.[2]
- Visions prèvies de fitxers.
- Visió partida (per copiar i moure fitxers).
- Funcionalitat de desfer/refer.
- Navegació amb pestanyes.
- Integració inicial amb Nepomuk des de KDE SC 4.13 substituït per Baloo (cerca, etiquetes, valoració i comentaris de fitxers).[3][4]
- Mostra de fitxers agrupats per nom, mida, tipus i altres categories.